# Dobra (gmina 1870–1919)
Dobra – dawna gmina wiejska istniejąca na przełomie XIX i XX wieku w guberni kaliskiej. Siedzibą władz gminy była osada miejska Dobra.
Gmina Dobra powstała za Królestwa Polskiego – 31 maja 1870 w powiecie tureckim w guberni kaliskiej w związku z utratą praw miejskich przez miasto Dobra i przekształceniu jego w wiejską gminę Dobra w granicach dotychczasowego miasta.
Jako gmina wiejska jednostka przestała funkcjonować z dniem 7 lutego 1919 w związku z przywróceniem Dobrej praw miejskich i przekształceniem jednostki w gminę miejską.